# KNVB-Pokal 2021/22
Der KNVB-Pokal 2021/22 war die 104. Auflage des niederländischen Fußball-Pokalwettbewerbs. Inklusive der zwei Qualifikationsrunden nahmen 90 Mannschaften an dem Wettbewerb teil; die 34 Vereine der beiden Profiligen (ohne die vier dort spielenden Reserveteams) und 56 Amateurmannschaften aus den Ligaebenen 3 bis 6.
Die erste Qualifikationsrunde begann am 14. August 2021, das Finale wurde am 17. April 2022 ausgetragen. Pokalsieger wurde der PSV Eindhoven durch ein 2:1 im Finale gegen Titelverteidiger Ajax Amsterdam.

## Teilnehmende Teams
| Eredivisie (18) (Level 1) | Eredivisie (18) (Level 1) | Eerste Divisie (16) (Level 2) | Eerste Divisie (16) (Level 2) |
| --- | --- | --- | --- |
| - Ajax Amsterdam - AZ Alkmaar - Feyenoord Rotterdam - FC Groningen - SC Heerenveen - Heracles Almelo - PSV Eindhoven - Fortuna Sittard - Sparta Rotterdam | - FC Twente Enschede - FC Utrecht - Vitesse Arnheim - RKC Waalwijk - Willem II Tilburg - PEC Zwolle - SC Cambuur ▲ - Go Ahead Eagles ▲ - NEC Nijmegen ▲ | - ADO Den Haag ▼ - FC Emmen ▼ - VVV-Venlo ▼ - Almere City - FC Den Bosch - NAC Breda - FC Dordrecht - FC Eindhoven                                                   | - Excelsior Rotterdam - BV De Graafschap - Helmond Sport - MVV Maastricht - Roda JC Kerkrade - TOP Oss - SC Telstar 1963 - FC Volendam            |
| Tweede Divisie (16) (Level 3) | | | |
| - ASWH - SV De Treffers - GVVV - Koninklijke HFC | - VV Noordwijk - SV Spakenburg - AFC Amsterdam 1 - Excelsior Maassluis 1                                                                                | - HHC Hardenberg 1 - VV IJsselmeervogels 1 - VV Katwijk 1 - Kozakken Boys 1                                                                                          | - K.v.v. Quick Boys 1 - Rijnsburgse Boys 1 - SVV Scheveningen 1 - SV TEC 1                                                                        |
| Derde Divisie (36) (Level 4) | | | |
| - ACV Assen - ADO '20 Heemskerk - Ajax Amsterdam Amateure - Blauw Geel '38 - RKVV DEM Beverwijk - VV Dongen - VV DOVO - EVV Echt - Excelsior ’31 Rijssen  | - VV Gemert - VV GOES - HSV Hoek - USV Hercules - HSC ’21 Haaksbergen - HVV Hollandia - VV Hoogland - JOS Watergraafsmeer - FC Lisse                    | - VV Sint Bavo - VV Sparta Nijkerk - Sportlust '46 - Ter Leede Sassenheim - VVOG Harderwijk - GVV Unitas - BVV Barendrecht 1 - DVS '33 Ermelo 1 - RKSV Groene Ster 1 | - Harkemase Boys 1 - ODIN '59 1 - OFC Oostzaan 1 - SV OSS '20 1 - Quick Den Haag 1 - VV Staphorst 1 - VV SteDoCo 1 - VV UNA 1 - RKVV Westlandia 1 |
| Hoofdklasse (2) (Level 5) | Hoofdklasse (2) (Level 5) | Eerste Klasse (2) (Level 6) | Eerste Klasse (2) (Level 6) |
| - Achilles Veen 1 | - VV Capelle 1 | - DTS Ede 1 | - VV Sliedrecht 1 |

## Termine
| Runde                  | Termine                  |
| ---------------------- | ------------------------ |
| 1. Qualifikationsrunde | 14. August 2021          |
| 2. Qualifikationsrunde | 21. – 22. September 2021 |
| 1. Runde               | 26. – 28. Oktober 2021   |
| 2. Runde               | 14. – 16. Dezember 2021  |
| Achtelfinale           | 18. – 20. Januar 2022    |
| Viertelfinale          | 8. – 10. Februar 2022    |
| Halbfinale             | 2. – 3. März 2022        |
| Finale                 | 17. April 2022           |

## 1. Qualifikationsrunde
Teilnehmer: 12 Amateurmannschaften aus der Derde Divisie, 12 weitere erhielten ein Freilos für die 2. Qualifikationsrunde.
| Datum      |                             | Ergebnis                         |                           |
| ---------- | --------------------------- | -------------------------------- | ------------------------- |
| 14.08.2021 | Blauw Geel '38 (4)          | 1:2 (1:2)                        | FC Lisse (4)              |
| 14.08.2021 | HVV Hollandia (4)           | 1:5 (1:1)                        | ACV Assen (4)             |
| 14.08.2021 | HSC '21 Haaksbergen (4)     | 1:1 n. V. (0:0, 0:0) (9:8 i. E.) | Excelsior '31 Rijssen (4) |
| 14.08.2021 | Ajax Amsterdam Amateure (4) | 2:1 (2:0)                        | EVV Echt (4)              |
| 14.08.2021 | JOS Watergraafsmeer (4)     | 1:5 (1:1)                        | Ter Leede Sassenheim (4)  |
| 14.08.2021 | RKVV DEM Beverwijk (4)      | 1:1 n. V. (1:1, 1:1) (4:5 i. E.) | Sparta Nijkerk (4)        |

In Klammern das jeweilige Ligalevel.

## 2. Qualifikationsrunde
Teilnehmer: Die 6 Gewinner der 1. Qualifikationsrunde und weitere 44 Amateurvereine: 12 aus der Derde Divisie, 6 aus der Tweede Divisie, sowie die 26 Amateurmannschaften, die aufgrund der COVID-19-Pandemie während des letztjährigen Pokals ausgeschlossen wurden.
| Datum      |                             | Ergebnis                         |                          |
| ---------- | --------------------------- | -------------------------------- | ------------------------ |
| 21.09.2021 | Achilles Veen (5)           | 3:2 (2:2, 1:2 n. V.              | DTS ’35 Ede (6)          |
| 21.09.2021 | Ajax Amsterdam Amateure (4) | 4:1 (0:0)                        | VV Sint Bavo (4)         |
| 21.09.2021 | VV GOES (4)                 | 1:2 (0:0)                        | VV DOVO (4)              |
| 21.09.2021 | DVS '33 Ermelo (4)          | 2:2 n. V. (2:2, 2:0) (4:2 i. E.) | VV Noordwijk (3)         |
| 21.09.2021 | HHC Hardenberg (3)          | 0:2 n. V.                        | VV Capelle (5)           |
| 21.09.2021 | FC Lisse (4)                | 1:2 n. V. (1:1, 1:1)             | AFC Amsterdam (3)        |
| 21.09.2021 | ASWH (3)                    | 1:0 (1:0)                        | Quick Den Haag (4)       |
| 21.09.2021 | VV IJsselmeervogels (3)     | 3:1 n. V. (1:1, 1:0)             | Sportlust '46 (4)        |
| 21.09.2021 | HSV Hoek (4)                | 2:3 (2:1)                        | VV SteDoCo (4)           |
| 21.09.2021 | GVVV (3)                    | 3:1 n. V. (1:1, 1:1)             | VVOG Harderwijk (4)      |
| 21.09.2021 | BVV Barendrecht (4)         | 3:0 (1:0)                        | SVV Scheveningen (3)     |
| 21.09.2021 | VV Katwijk (3)              | 2:3 (2:2)                        | Harkemase Boys (4)       |
| 21.09.2021 | K.v.v. Quick Boys (3)       | 0:2 (0:0)                        | Rijnsburgse Boys (3)     |
| 21.09.2021 | Sparta Nijkerk (4)          | 2:0 n. V.                        | VV Sliedrecht (6)        |
| 21.09.2021 | ODIN '59 (4)                | 1:2 (1:1)                        | SV De Treffers (3)       |
| 22.09.2021 | Kozakken Boys (3)           | 2:0 (1:0)                        | RKSV Groene Ster (4)     |
| 22.09.2021 | SV Spakenburg (3)           | 5:2 (2:1)                        | VV UNA (4)               |
| 22.09.2021 | USV Hercules (4)            | 1:1 n. V. (1:1, 1:0) (3:4 i. E.) | ACV Assen (4)            |
| 22.09.2021 | ADO '20 Heemskerk (4)       | 2:1 (1:0)                        | Koninklijke HFC (3)      |
| 22.09.2021 | GVV Unitas (4)              | 1:0 (1:0)                        | Ter Leede Sassenheim (4) |
| 22.09.2021 | SV Oss '20 (4)              | 2:1 (1:1)                        | HSC '21 Haaksbergen (4)  |
| 22.09.2021 | OFC Oostzaan (4)            | 0:2 n. V.                        | Excelsior Maassluis (3)  |
| 22.09.2021 | VV Gemert (4)               | 3:1 (2:0)                        | SV TEC (3)               |
| 22.09.2021 | VV Hoogland (4)             | 0:1 (0:1)                        | RKVV Westlandia (4)      |
| 22.09.2021 | VV Staphorst (4)            | 3:1 (1:0)                        | VV Dongen (4)            |

In Klammern das jeweilige Ligalevel.

## 1. Runde
In dieser Runde spielten die 25 Sieger der 2. Qualifikationsrunde, die 16 Vereine der Eerste Divisie 2020/21 (ohne die Reserveteams) und die 13 Teams der Eredivisie 2020/21, die nicht am Europapokal teilnahmen.
| Datum      |                             | Ergebnis                         |                         |
| ---------- | --------------------------- | -------------------------------- | ----------------------- |
| 26.10.2021 | VV SteDoCo (4)              | 0:5 (0:2)                        | FC Utrecht (1)          |
| 26.10.2021 | FC Volendam (2)             | 0:3 (0:0)                        | FC Emmen (2)            |
| 26.10.2021 | Kozakken Boys (3)           | 1:2 n. V. (1:1, 1:0)             | SC Telstar 1963 (2)     |
| 26.10.2021 | Sparta Nijkerk (4)          | 0:2 (0:0)                        | ADO Den Haag (2)        |
| 26.10.2021 | ACV Assen (4)               | 0:3 (0:2)                        | MVV Maastricht (2)      |
| 26.10.2021 | DVS '33 Ermelo (4)          | 2:1 (1:0)                        | FC Eindhoven (2)        |
| 26.10.2021 | ASWH (3)                    | 1:3 (0:1)                        | Heracles Almelo (1)     |
| 26.10.2021 | SV Spakenburg (3)           | 3:0 (3:0)                        | FC Dordrecht (2)        |
| 26.10.2021 | PEC Zwolle (1)              | 4:1 (1:0)                        | BV De Graafschap (2)    |
| 26.10.2021 | Roda JC Kerkrade (2)        | 2:1 (0:1)                        | FC Den Bosch (2)        |
| 26.10.2021 | NAC Breda (2)               | 1:1 n. V. (1:1, 1:1) (4:2 i. E.) | VVV-Venlo (2)           |
| 27.10.2021 | SV Oss '20 (4)              | 0:2 (0:1)                        | FC Twente Enschede (1)  |
| 27.10.2021 | RKVV Westlandia (4)         | 2:5 (0:2)                        | Excelsior Maassluis (3) |
| 27.10.2021 | Almere City (2)             | 0:2 (0:1)                        | Go Ahead Eagles (1)     |
| 27.10.2021 | Harkemase Boys (4)          | 2:1 n. V. (1:1, 1:0)             | VV DOVO (4)             |
| 27.10.2021 | ADO '20 Heemskerk (4)       | 2:3 n. V. (2:2, 2:1)             | BVV Barendrecht (4)     |
| 27.10.2021 | VV Capelle (5)              | 0:3 (0:2)                        | NEC Nijmegen (1)        |
| 27.10.2021 | VV IJsselmeervogels (3)     | 0:2 3 (0:1)                      | Excelsior Rotterdam (2) |
| 27.10.2021 | GVVV (3)                    | 0:2 (0:0)                        | Sparta Rotterdam (1)    |
| 27.10.2021 | AFC Amsterdam (3)           | 1:2 (1:0)                        | SC Heerenveen (1)       |
| 27.10.2021 | Achilles Veen (5)           | 4:0 (2:0)                        | GVV Unitas (4)          |
| 27.10.2021 | Fortuna Sittard (1)         | 3:0 (2:0)                        | TOP Oss (2)             |
| 27.10.2021 | SV De Treffers (3)          | 2:2 n. V. (2:2, 1:0) (6:5 i. E.) | Rijnsburgse Boys (3)    |
| 27.10.2021 | VV Staphorst (4)            | 0:3 (0:1)                        | VV Gemert (4)           |
| 27.10.2021 | FC Groningen (1)            | 4:0 (3:0)                        | Helmond Sport (1)       |
| 28.10.2021 | Ajax Amsterdam Amateure (4) | 0:5 (0:3)                        | SC Cambuur (1)          |
| 28.10.2021 | RKC Waalwijk (1)            | 3:0 (1:0)                        | Willem II Tilburg (1)   |

In Klammern das jeweilige Ligalevel.

## 2. Runde
In dieser Runde spielten die 27 Sieger der 1. Runde und die 5 Erstligisten (Ajax, PSV, AZ, Vitesse, Feyenoord), die an europäischen Wettbewerben teilnahmen.
| Datum      |                         | Ergebnis             |                         |
| ---------- | ----------------------- | -------------------- | ----------------------- |
| 14.12.2021 | ADO Den Haag (2)        | 4:2 (1:1)            | VV Gemert (4)           |
| 14.12.2021 | PEC Zwolle (1)          | 4:0 (2:0)            | MVV Maastricht (2)      |
| 14.12.2021 | FC Emmen (2)            | 0:1 (0:0)            | Excelsior Maassluis (3) |
| 14.12.2021 | NAC Breda (2)           | 3:2 (0:1)            | FC Utrecht (3)          |
| 14.12.2021 | SC Telstar 1963 (1)     | 5:3 n. V. (3:3, 2:1) | SV Spakenburg (1)       |
| 15.12.2021 | FC Twente Enschede (1)  | 2:1 n. V. (1:1, 0:0) | Feyenoord Rotterdam (1) |
| 15.12.2021 | AZ Alkmaar (1)          | 4:1 (2:1)            | Heracles Almelo (1)     |
| 15.12.2021 | Vitesse Arnheim (1)     | 2:1 (1:1)            | Sparta Rotterdam (1)    |
| 15.12.2021 | Harkemase Boys (4)      | 0:5 (0:2)            | RKC Waalwijk (1)        |
| 15.12.2021 | Excelsior Rotterdam (2) | 2:4 n. V. (2:2, 1:1) | FC Groningen (1)        |
| 15.12.2021 | Go Ahead Eagles (1)     | 2:0 (2:0)            | Roda JC Kerkrade (1)    |
| 15.12.2021 | PSV Eindhoven (1)       | 2:0 (1:0)            | Fortuna Sittard (1)     |
| 15.12.2021 | Ajax Amsterdam (1)      | 4:0 (2:0)            | BVV Barendrecht (4)     |
| 16.12.2021 | SC Cambuur (1)          | 1:2 (0:2)            | NEC Nijmegen (1)        |
| 16.12.2021 | Achilles Veen (5)       | 0:2 (0:1)            | DVS '33 Ermelo (4)      |
| 16.12.2021 | SC Heerenveen (1)       | 2:0 (0:0)            | SV De Treffers (3)      |

In Klammern das jeweilige Ligalevel.

## Achtelfinale
| Datum      |                        | Ergebnis             |                         |
| ---------- | ---------------------- | -------------------- | ----------------------- |
| 18.01.2022 | RKC Waalwijk (1)       | 4:2 n. V. (2:2, 1:2) | ADO Den Haag (2)        |
| 18.01.2022 | Vitesse Arnheim (1)    | 2:0 (1:0)            | DVS '33 Ermelo (4)      |
| 18.01.2022 | SC Heerenveen (1)      | 0:1 (0:1)            | Go Ahead Eagles (1)     |
| 19.01.2022 | FC Groningen (1)       | 1:2 (1:1)            | NEC Nijmegen (1)        |
| 19.01.2022 | NAC Breda (2)          | 2:1 (1:1)            | PEC Zwolle (1)          |
| 19.01.2022 | FC Twente Enschede (1) | 1:2 (0:0)            | AZ Alkmaar (1)          |
| 20.01.2022 | PSV Eindhoven (1)      | 2:1 (1:1)            | SC Telstar 1963 (2)     |
| 20.01.2022 | Ajax Amsterdam (1)     | 9:0 (5:0)            | Excelsior Maassluis (3) |

In Klammern das jeweilige Ligalevel.

## Viertelfinale
| Datum      |                    | Ergebnis  |                     |
| ---------- | ------------------ | --------- | ------------------- |
| 08.02.2022 | PSV Eindhoven (1)  | 4:0 (3:0) | NAC Breda (2)       |
| 09.02.2022 | RKC Waalwijk (1)   | 0:4 (0:3) | AZ Alkmaar (1)      |
| 09.02.2022 | Ajax Amsterdam (1) | 5:0 (2:0) | Vitesse Arnhem (1)  |
| 10.02.2022 | NEC Nijmegen (1)   | 0:2 (0:2) | Go Ahead Eagles (1) |

In Klammern das jeweilige Ligalevel.

## Halbfinale
| Datum      |                     | Ergebnis  |                    |
| ---------- | ------------------- | --------- | ------------------ |
| 02.03.2022 | Go Ahead Eagles (1) | 1:2 (1:1) | PSV Eindhoven (1)  |
| 03.03.2022 | AZ Alkmaar (1)      | 0:2 (0:1) | Ajax Amsterdam (1) |

In Klammern das jeweilige Ligalevel.

## Finale
| PSV Eindhoven                         | PSV Eindhoven | Ajax Amsterdam | Ajax Amsterdam |
| ------------------------------------- | --- | --- | -------------- |
| PSV Eindhoven                         | \| 17. April 2022 in Rotterdam (De Kuip) \| \| Ergebnis: 2:1 (0:1) \| \| Zuschauer: 42.824 \| \| Schiedsrichter: Danny Makkelie \| \| Spielbericht \| | \| 17. April 2022 in Rotterdam (De Kuip) \| \| Ergebnis: 2:1 (0:1) \| \| Zuschauer: 42.824 \| \| Schiedsrichter: Danny Makkelie \| \| Spielbericht \| | Ajax Amsterdam |
| PSV Eindhoven                         | Yvon Mvogo – Mauro Júnior, Jordan Teze, André Ramalho, Philipp Max – Erick Gutiérrez, Mario Götze, Ibrahim Sangaré – Joey Veerman (69. Bruma), Eran Zahavi (81. Yorbe Vertessen, 90.+2' Marco van Ginkel), Cody Gakpo (69. Ritsu Dōan) Cheftrainer: Roger Schmidt ( Deutschland) | Maarten Stekelenburg – Noussair Mazraoui (72. Sébastien Haller), Jurriën Timber, Lisandro Martínez, Daley Blind – Ryan Gravenberch, Davy Klaassen (86. Mohammed Kudus), Edson Álvarez (72. Perr Schuurs) – Steven Berghuis (86. Mohamed Ihattaren), Brian Brobbey, Dušan Tadić Cheftrainer: Erik ten Hag | Ajax Amsterdam |
| PSV Eindhoven                         | 1:1 Gutiérrez (48.) 2:1 Gakpo (50.) | 0:1 Gravenberch (23.) | Ajax Amsterdam |
| PSV Eindhoven                         | Max (63.), Teze (88.), Götze (90.+3') | Martínez (18.), Gravenberch (81.) | Ajax Amsterdam |
| 17. April 2022 in Rotterdam (De Kuip) | | |                |
| Ergebnis: 2:1 (0:1)                   | | |                |
| Zuschauer: 42.824                     | | |                |
| Schiedsrichter: Danny Makkelie        | | |                |
| Spielbericht                          | | |                |